# المركز الوطني لبحوث التقنيات المتناهية الصغر
المركز الوطني لبحوث التقنيات المتناهية الصغر هو مركز بحثي يتبع لمدينة الملك عبد العزيز للعلوم والتقنية في المملكة العربية السعودية في الرياض، يهدف المركز إلى نقل وتوطين التقنيات المتناهية الصغر في المملكة العربية السعودية واستخدامها لتلبية الاحتياجات الوطنية ومتطلبات التنمية في المجالات الصناعية والصحية والزراعية والبيئية والعسكرية والأمنية، ويهدف المركز أيضا إلى تأسيس البنية التحتية للتقنية عن طريق إنشاء مختبرات متكاملة ومجهزة لخدمة الباحثين والجهات ذات العلاقة، وتحفيز القطاع الخاص للاستثمار في مجال التقنيات المتناهية الصغر عن طريق الاستفادة من تلك المختبرات مما يؤدي إلى تخفيض التكاليف المبدئية للمستثمرين.

## اختصاص المركز
يختص المركز في تنفيذ عدد من المهام هي:
- رسم وتوجيه وتطوير السياسات الوطنية في مجال التقنيات المتناهية الصغر.
- وضع آليات لاستفادة القطاع الحكومي والخاص والباحثين من مختبرات التقنيات المتناهية الصغر ونتائج الأنشطة العلمية والبحثية في مجال التقنيات المتناهية الصغر، وتسويق منتجات المركز للقطاعات ذات العلاقة.
- إجراء البحوث الوطنية والتطبيقية في المجالات التي يمكن فيها توظيف التقنيات المتناهية الصغر لتطوير القطاعات المختلفة كالصناعية والصحية والزراعية والبيئية والعسكرية والأمنية.
- التنسيق مع القطاعات البحثية والعلمية الوطنية لاستحثاث التعاون في البحث والتطوير في مجال التقنيات المتناهية الصغر.
- إنشاء قاعدة بيانات وطنية لحصر الإمكانات العلمية والفنية المتعلقة بالتقنيات المتناهية الصغر، بما في ذلك الكوادر العلمية.
- التعاون مع الجامعات ومراكز البحوث لتطوير مستوى الباحثين والفنيين بها في مجال التقنيات المتناهية الصغر.
- تبني وتنسيق برامج تعاون علمي وبحثي مع القطاعات المتخصصة محليا وعالميا.
- حث القطاع الخاص على الاستثمار في مجال التقنيات المتناهية الصغر الواعدة.
- تقديم الاستشارات والدراسات الإستراتيجية في مجال التقنيات المتناهية الصغر عن طريق تكوين مجاميع عمل استشارية.
- تمثيل المملكة العربية السعودية في المنظمات والمناشط العلمية العالمية.
- اقتراح البرامج لتطوير القوى البشرية بالمركز بالتدريب والابتعاث.
- تطوير إجراءات وأساليب العمل بالمركز بالتنسيق مع إدارة التطوير الإداري.
- اقتراح تنظيم الأنشطة العلمية والإدارية التي تدخل ضمن اختصاص المركز.
- المساهمة في نشر الوعي العلمي والتقني في المجتمع في مجال اختصاصات المركز.
- إعداد مشروع الميزانية السنوية للمركز.
- رفع تقارير دورية عن آداء المركز.

## التقسيمات الادارية
يحتوي المركز على ركيزتين أساسيتين في عمله وهما:
- برنامج بحوث التقنيات المتناهية الصغر : يهدف البرنامج لوضع أولويات واستراتيجيات البحث في مجال التقنيات المتناهية الصغر بناء على احتياجات المملكة العربية السعودية الحالية والمستقبلة، ويعمل البرنامج على تحديد مجالات البحوث في مجال التقنيات المتناهية الصغر بناءً على احتياجات المملكة، وإنشاء مجاميع عمل من جميع قطاعات البحث العلمي في المملكة في كل مجال من مجالات البحث في التقنيات المتناهية الصغر، واجراء مراجعة دورية لنتائج البحوث في مجال التقنيات المتناهية الصغر، وعقد البرامج التدريبية والمؤتمرات العلمية في مجال التقنيات المتناهية الصغر، وتسويق مخرجات البحث العلمي في مجال التقنيات المتناهية الصغر لدى القطاع الخاص.
- مختبرات التقنيات متناهية الصغر : يهدف المركز إلى إنشاء مختبرات للتقنيات المتناهية الصغر تحت سقف واحد وتمكين الباحثين والقطاعين الحكومي والخاص في المملكة العربية السعودية من استخدامها، ويقوم المركز بإنشاء وتشغيل وصيانة مختبرات التقنيات المتناهية الصغر، وجدولة استخدام مختبرات التقنيات المتناهية الصغر بين الباحثين في المملكة، وتدريب الباحثين على استخدام وكيفية الاستفادة من الأجهزة المتوفرة في مختبرات التقنيات المتناهية الصغر.